# Vợ nhặt
Vợ nhặt là một tác phẩm văn học của nhà văn Kim Lân viết về thời kỳ xảy ra nạn đói năm 1945 diễn ra tại Thái Bình. Được in trong tập Con chó xấu xí (truyện ngắn 1962), tiền thân của truyện là tiểu thuyết Xóm ngụ cư (1946) được viết ngay sau Cách mạng tháng Tám nhưng còn dang dở và bị mất bản thảo. Về sau (1954), tác giả đã dựa vào cốt truyện cũ để viết truyện ngắn này.
Một trích đoạn trong tác phẩm đã được xuất hiện trong đề thi môn ngữ văn của kì thi tốt nghiệp Trung học phổ thông tại Việt Nam năm 2023.